# Eilema fibriata
Eilema fibriata là một loài bướm đêm thuộc phân họ Arctiinae, họ Erebidae.